# Lawnia taylorensis
Lawnia taylorensis è un pesce osseo estinto, appartenente agli attinotterigi. Visse nel Permiano inferiore (circa 279 - 272 milioni di anni fa) e i suoi resti fossili sono stati ritrovati in Nordamerica.

## Descrizione
Questo pesce era di medie dimensioni, e solitamente non superava i 15 centimetri di lunghezza. Era dotato di un corpo allungato, molto snello. La testa era allungata, ma il muso era arrotondato; la bocca era ampia e dotata di denti aguzzi. La pinna dorsale era di forma triangolare e situata appena dopo la metà del corpo; opposta a questa vi era una pinna anale più piccola, ma anch'essa triangolare. Le pinne pettorali erano allungate e strette, mentre le pinne pelviche erano triangolari e più grandi, poste più o meno a metà del corpo. La pinna caudale era sensibilmente eterocerca, con il lobo superiore molto più allungato di quello inferiore. Le scaglie erano spesse e rettangolari, disposte in file diagonali e ricoperte di ganoina.

## Classificazione
Lawnia è classicamente noto come un tipico membro dei paleonisciformi, un gruppo di pesci attinotterigi arcaici, ad oggi considerato parafiletico. Lawnia sembrerebbe essere un membro della famiglia Paramblypteridae, comprendente generi europei come Amblypterus e Paramblypterus. 
Lawnia taylorensis venne descritto per la prima volta nel 1953 da Wilson, sulla base di resti fossili ritrovati nella contea di Baylor in Texas (USA), in terreni risalenti alla fine del Permiano inferiore.